# Royal Rumble 1989
Royal Rumble 1989 was een pay-per-viewevenement in het professioneel worstelen geproduceerd door World Wrestling Federation (WWF). Dit evenement was de tweede editie van Royal Rumble en vond plaats in The Summit in Houston (Texas) op 15 januari 1989.

## Wedstrijden
| Nr.                                                                          | Match | Winnaar(s)                       |
| ---------------------------------------------------------------------------- | --- | -------------------------------- |
| -                                                                            | Jim Powers vs. Barry Horowitz in een één-op-één match                                                                                                   | Jim Powers                       |
| 1                                                                            | Sam Houston vs. Steve Lombardi in een één-op-één match                                                                                                  | Sam Houston                      |
| 2                                                                            | Jim Duggan & The Hart Foundation vs. Dino Bravo & The Fabulous Rougeaus (met Frenchy Martin en Jimmy Hart) in een tag team Two out of Three Falls match | Jim Duggan & The Hart Foundation |
| 3                                                                            | Rockin' Robin (c) vs. Judy Martin in een één-op-één match voor het WWF Women's Championship                                                             | Rockin' Robin (c)                |
| 4                                                                            | Harley Race (met Bobby Heenan) vs. King Haku (met Bobby Heenan) in een één-op-één match                                                                 | King Haku                        |
| 5                                                                            | 30 man Royal Rumble match | Big John Studd                   |
| (c) huidige kampioen voor en na de match \| (nc) nieuwe kampioen na de match | |                                  |

### Royal Rumble match
| Entree | Worstelaar         | Uitgeschakeld | Geëlimineerd door    | Tijd  | # Eliminaties |
| ------ | ------------------ | ------------- | -------------------- | ----- | ------------- |
| 1      | Ax                 | 4e            | Mr. perfect          | 14:37 | 0             |
| 2      | Smash              | 1e            | André                | 4:55  | 3             |
| 3      | André the Giant    | 5e            | Zichzelf*            | 14:55 | 0             |
| 4      | Mr. Perfect        | 11e           | Hogan                | 27:58 | 1             |
| 5      | Ronnie Garvin      | 2e            | André                | 2:39  | 0             |
| 6      | Greg Valentine     | 8e            | Savage               | 19:52 | 0             |
| 7      | Jake Roberts       | 3e            | André                | 2:08  | 0             |
| 8      | Ron Bass           | 7e            | Michaels & Jannetty  | 12:36 | 0             |
| 9      | Shawn Michaels     | 9e            | Anderson & Savage    | 14:30 | 1             |
| 10     | Bushwacker Butch   | 13e           | Hogan & Brown        | 18:13 | 0             |
| 11     | The Honky Tonk Man | 6e            | Miller & Santana     | 4:12  | 0             |
| 12     | Tito Santana       | 12e           | Anderson & Savage    | 12:47 | 1             |
| 13     | Bad News Brown     | 20e           | Hogan                | 16:24 | 0             |
| 14     | Marty Jannetty     | 10e           | Anderson & Blanchard | 7:52  | 1             |
| 15     | Randy Savage       | 19e           | Hogan                | 12:26 | 3             |
| 16     | Arn Anderson       | 16e           | Hogan                | 10:00 | 3             |
| 17     | Tully Blanchard    | 17e           | Hogan                |       | 1             |
| 18     | Hulk Hogan         | 21e           | Akeem & Boss Man     | 11:31 | 10            |
| 19     | Bushwacker Luke    | 15e           | Hogan                | 3:08  | 0             |
| 20     | Koko B. Ware       | 14e           | Hogan                | 1:08  | 0             |
| 21     | The Warlord        | 18e           | Hogan                | 0:02  | 0             |
| 22     | The Big Boss Man   | 22e           | Hogan                | 4:18  | 1             |
| 23     | Akeem              | 28e           | Studd                | 18:36 | 2             |
| 24     | Brutus Beefcake    | 24e           | Barbarian & DiBiase  | 13:56 | 0             |
| 25     | The Red Rooster    | 23e           | DiBiase              | 11:17 | 0             |
| 26     | The Barbarian      | 26e           | Martel               | 11:15 | 2             |
| 27     | Big John Studd     | 30e           | WINNAAR              | 12:21 | 2             |
| 28     | Hercules           | 25e           | Barbarian & DiBiase  | 6:11  | 0             |
| 29     | Rick Martel        | 27e           | Akeem                | 5:29  | 1             |
| 30     | Ted DiBiase        | 29e           | Studd                | 6:27  | 3             |

(*) André The Giant sloeg op de vlucht, toen Jake 'The Snake' Roberts kort na zijn eliminatie door André, terugkwam met zijn slang. André was zo bang dat hij over het bovenste koord stapte en zichzelf hierdoor elimineerde